# Biserica de lemn din Ungureni

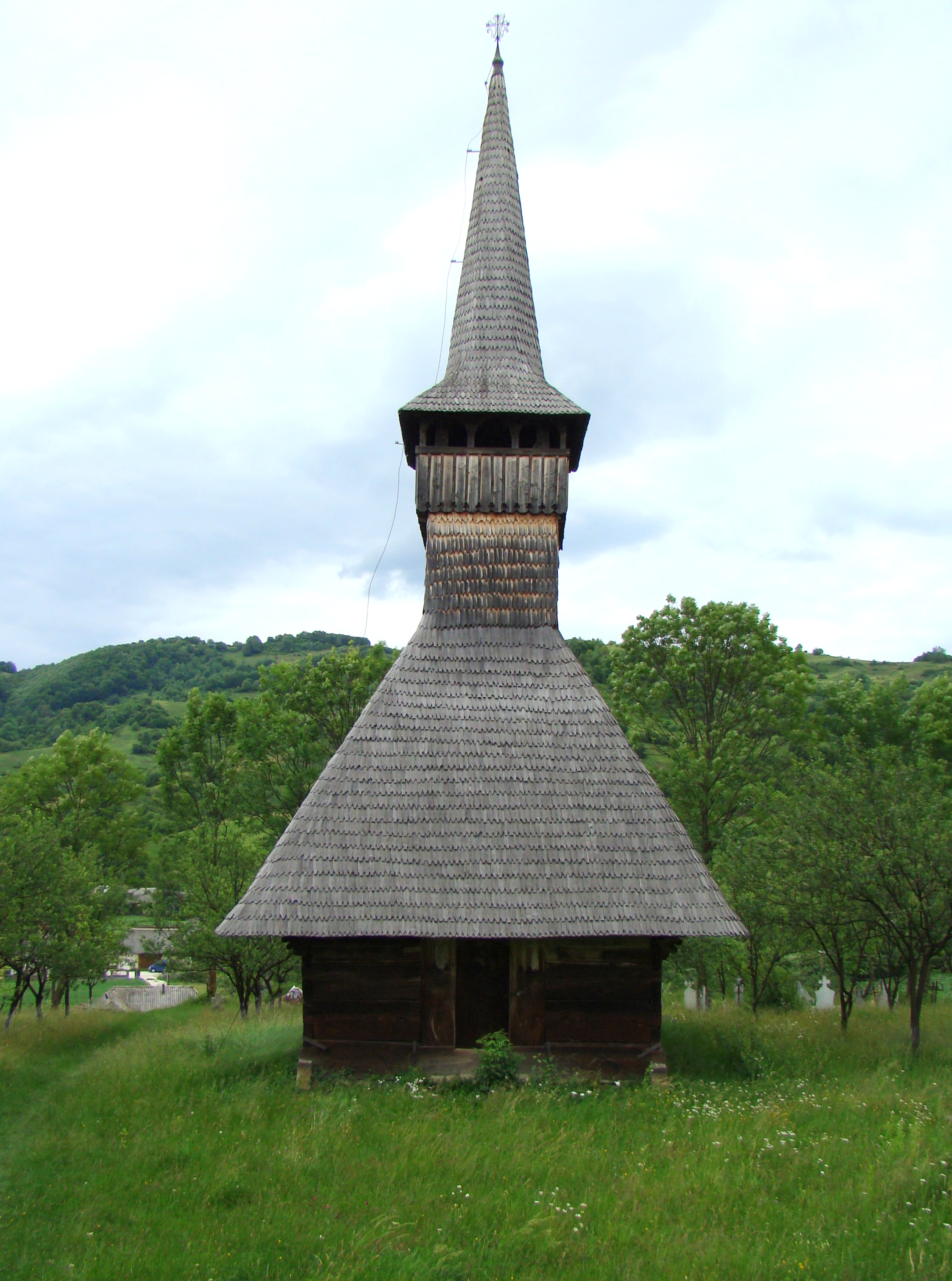
Biserica de lemn din Ungureni, comuna Cupşeni, județul Maramureș, foto: iunie 2009.

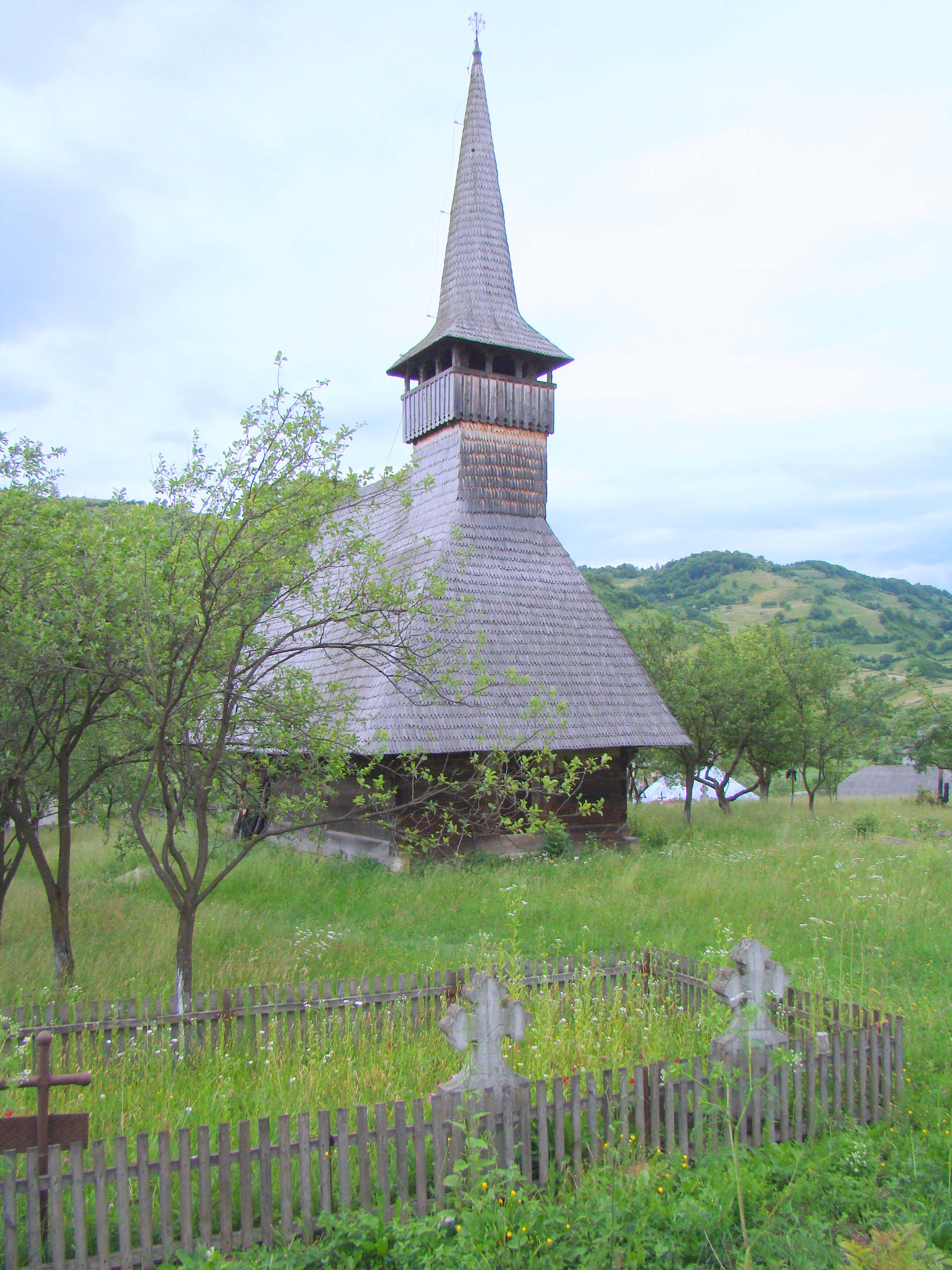
Biserica de lemn din Ungureni, comuna Cupşeni, județul Maramureș, foto: iunie 2009.

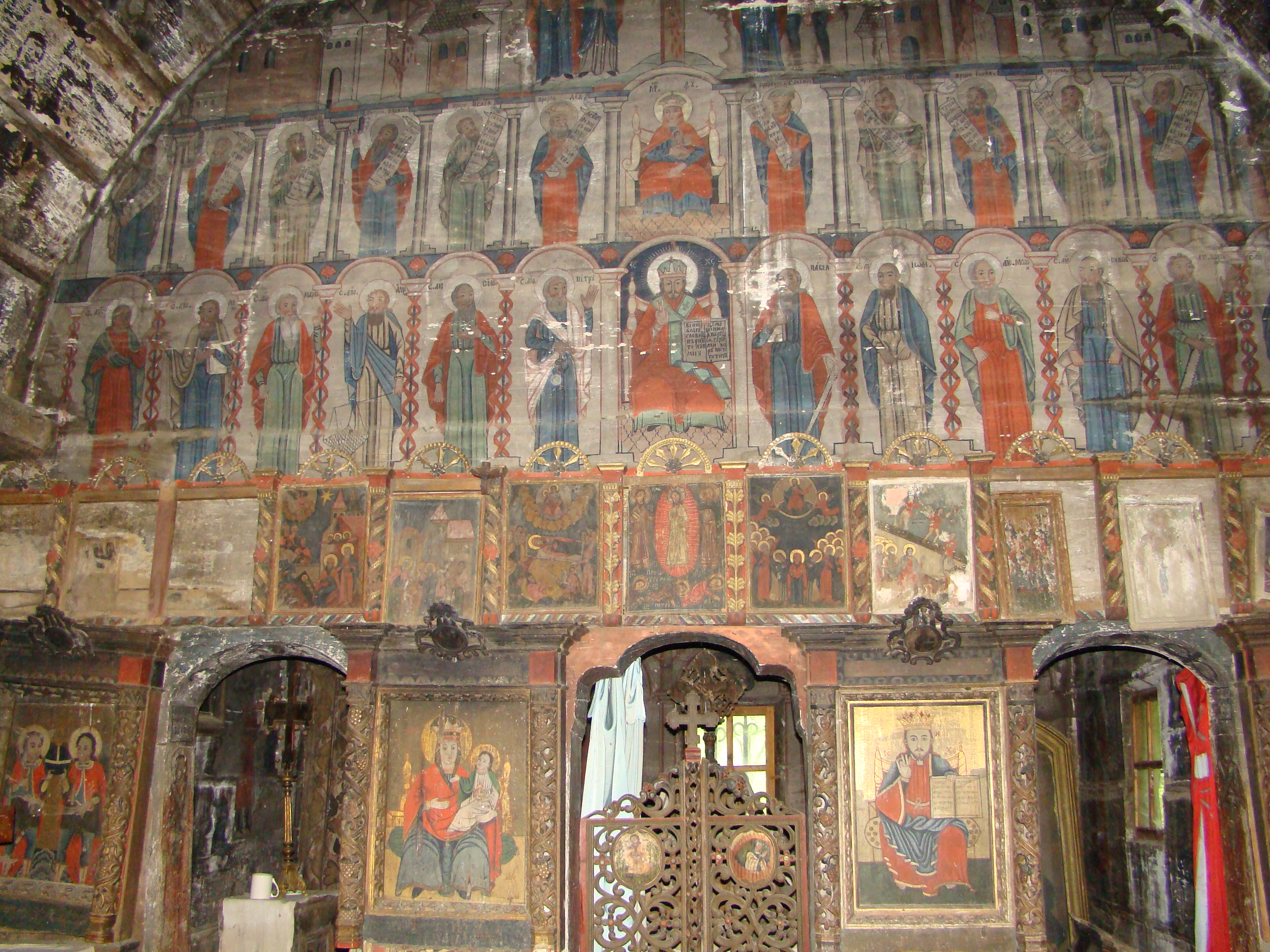
Iconostasul

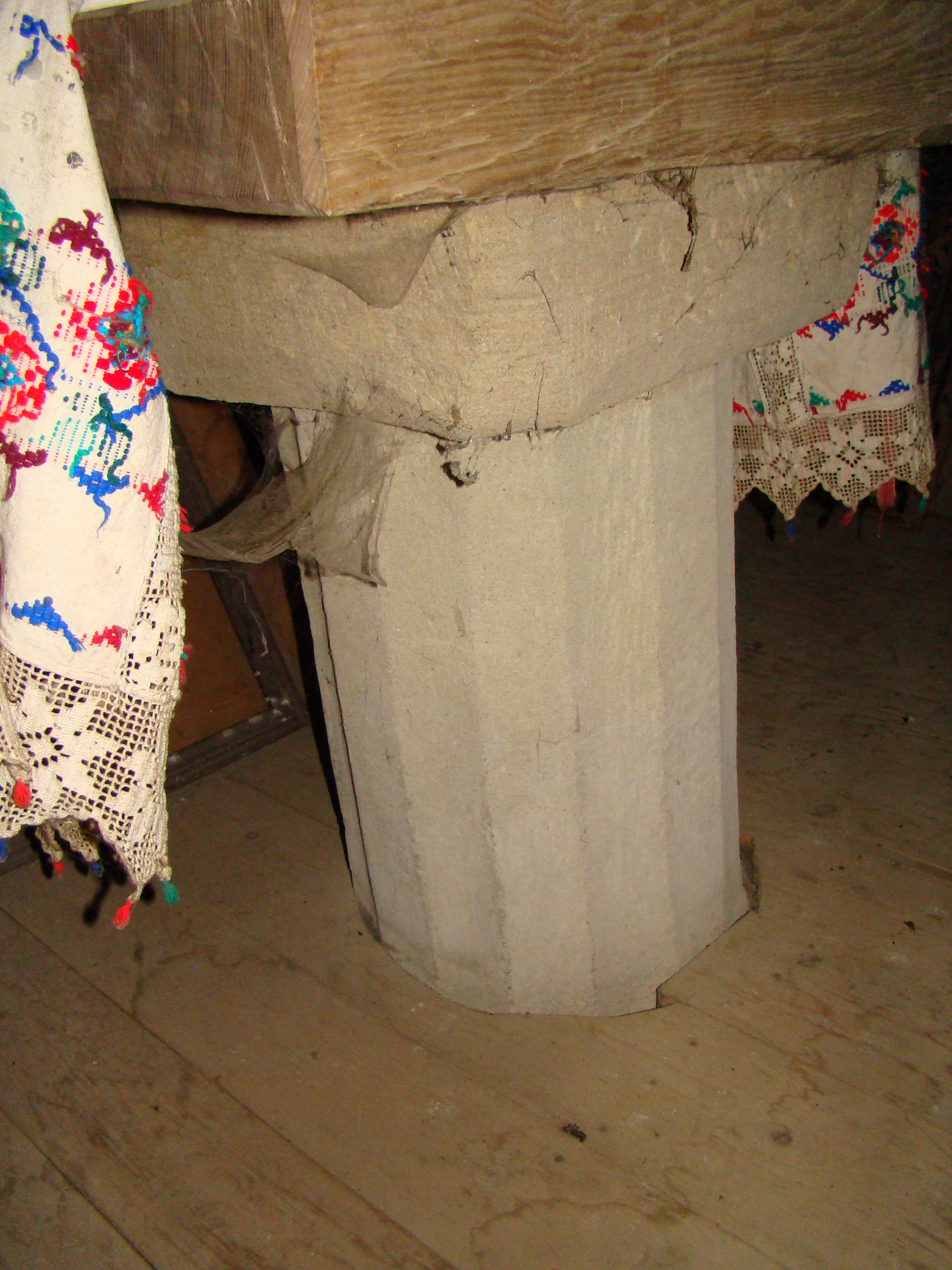
Piciorul prestolului

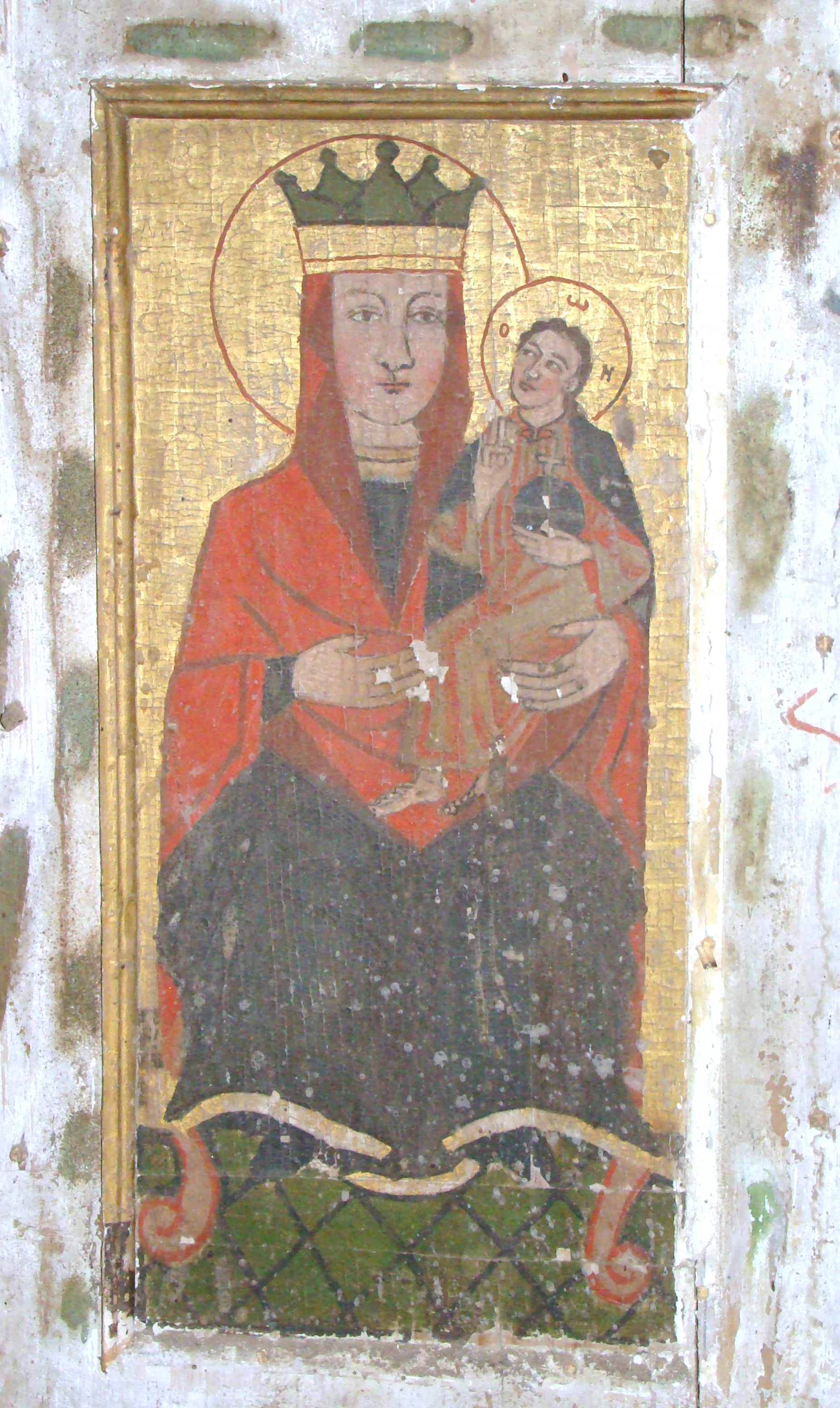
Maica Domnului cu Pruncul

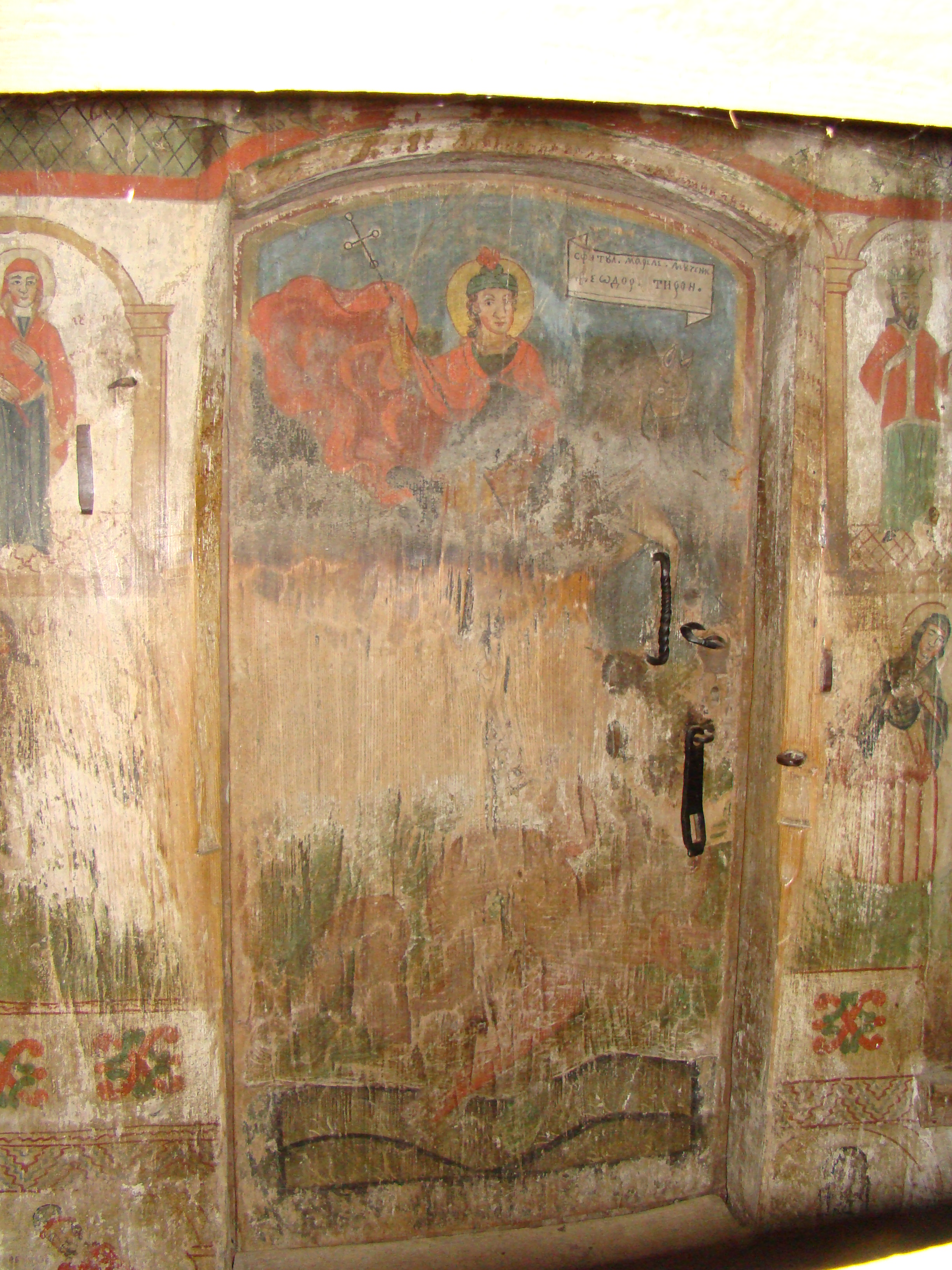
Ușa pictată: Sfântul Mare Mucenic Teodor Tiron

Biserica de lemn din Ungureni, comuna Cupșeni, județul Maramureș a fost ridicată în secolul al XVIII-lea. Are hramul „Sfinții Arhangheli Mihail și Gavriil”. Lăcașul figurează pe lista monumentelor istorice, cod LMI MM-II-m-A-04788.

## Istoric
Data înălțării monumentului este incertă, unica informație fiind conscripția din anul 1733 ce-i menționează existența.

## Trăsături
Biserica este simplă și modestă ca înfățișare, dar armonios proporționată. Se compune din pronaos, pe a cărui perete vestic se află intrarea, din naos și un altar dreptunghiular, mai îngust decât restul clădirii.
Pereții sunt alcătuiți din câte cinci grinzi masive, iar ultimele două grinzi din partea superioară se prelungesc în console, sculptate cu măiestrie. Un brâu în frânghie răsucită împodobește marginea acoperișului.
Interiorul bisericii este pictat în întregime. Urme de pictură se păstrează și în exterior, pe peretele sudic și vestic și pe ușa de intrare.  Unicul indiciu este o inscripție din pronaos ce precizează data pictării acelei încăperi: „Anu Domnului 1782 această tindă au plătiti de au zugrăvit nemeșii ...dat nemeșii zloți ... zloți”. Numele executantului nu este specificat, dar există mari asemănări cu lucrările din aceeași perioadă ale zugravului Radu Munteanu. La pictura pronaosului se remarcă bogăția tematicii: alături de tema Judecății sunt redate  scene din viața sfântului Ioan Botezătorul, din viața lui David,  parabole, iar în centrul tavanului Fecioara Maria, înconjurată de prooroci, în imnul „Bucură-te ...”  - deși recomandată pentru pronaos, scena nu figurează în alte biserici.
Pictura pronaosului este mai veche și grav deteriorată pe suprafețe întinse. Ea poate fi cu certitudine considerată ca operă a lui Radu Munteanu, fiind stilistic identică cu icoana Sfânta Troiță, semnată de acesta la anul 1767. Ea ilustrează rafinamentul propriu lucrărilor de tinerețe ale pictorului.
Iconostasul și altarul au o pictură mai bine conservată, datorată probabil unui alt meșter, ipoteză bazată pe deosebirile existente, mai ales în privința cromaticii și a motivelor decorative.

## Imagini din exterior

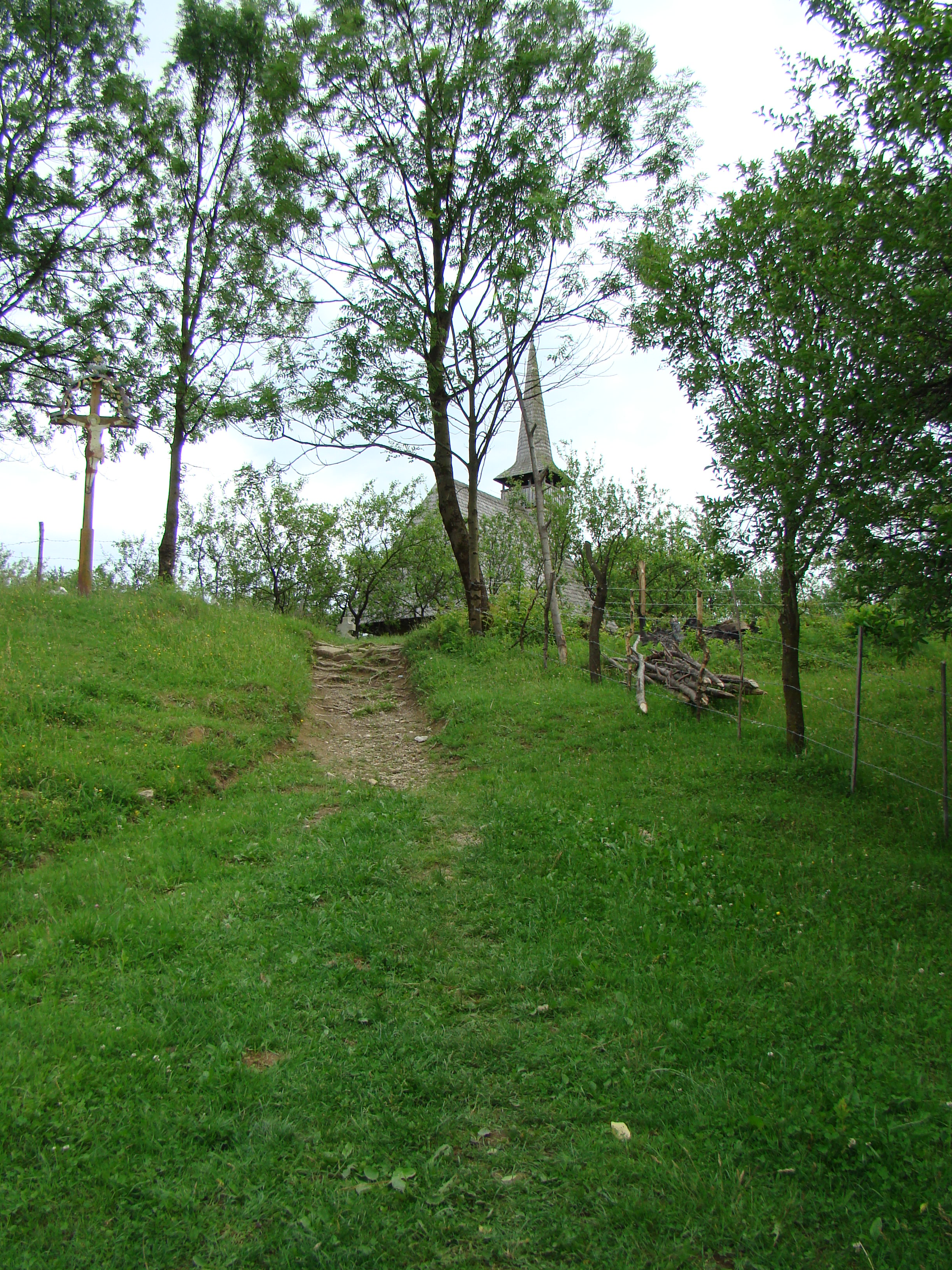
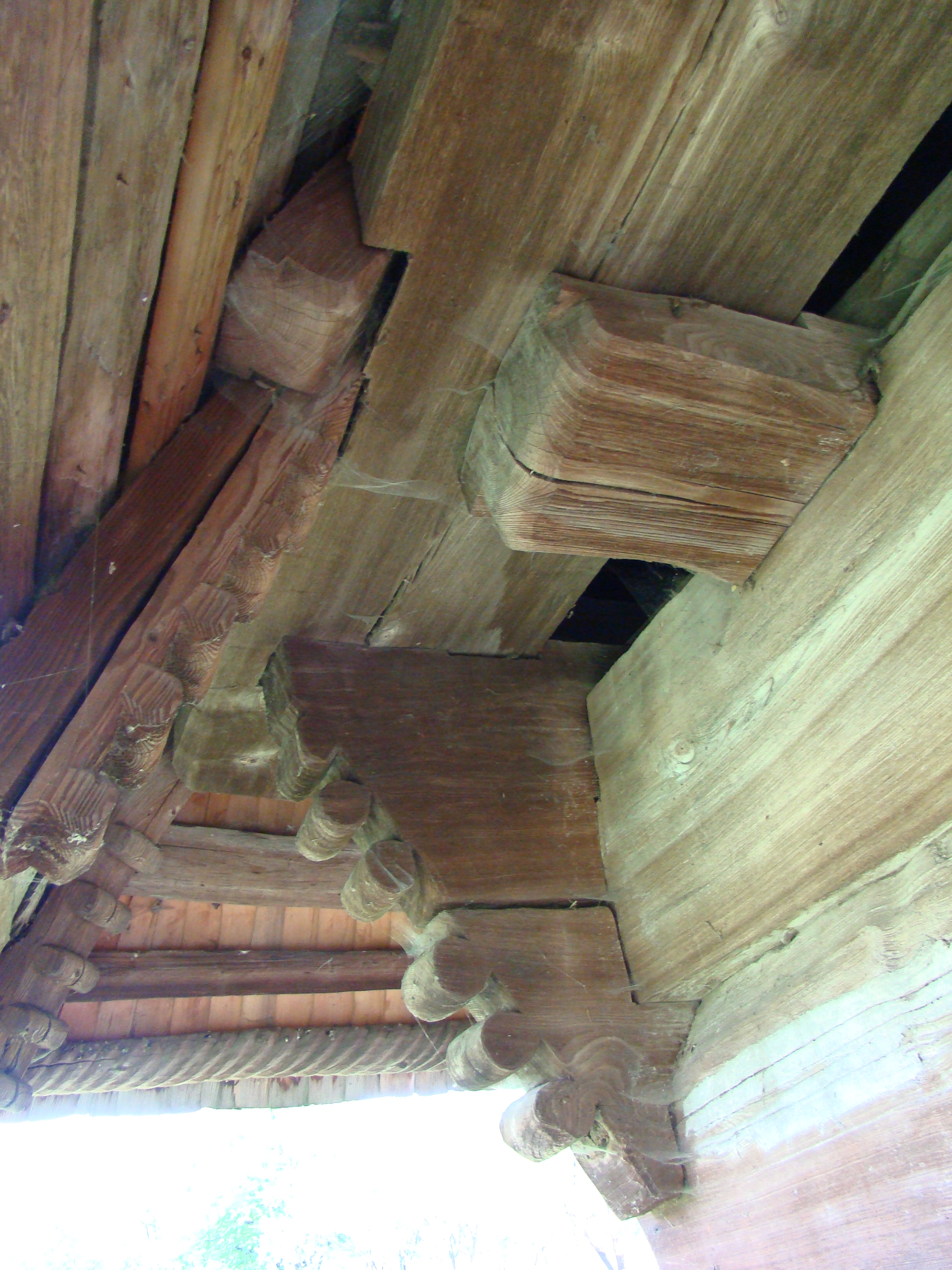
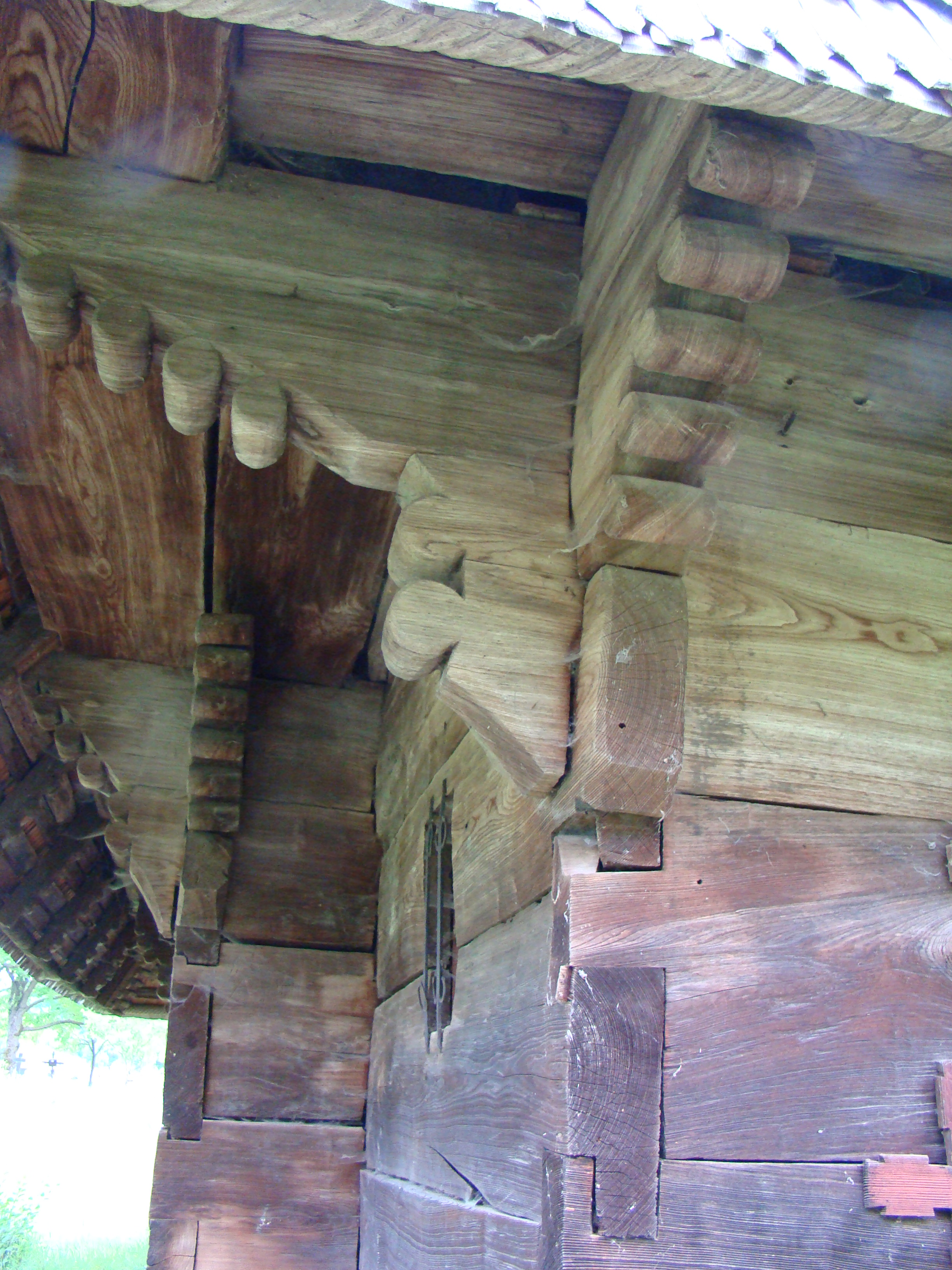
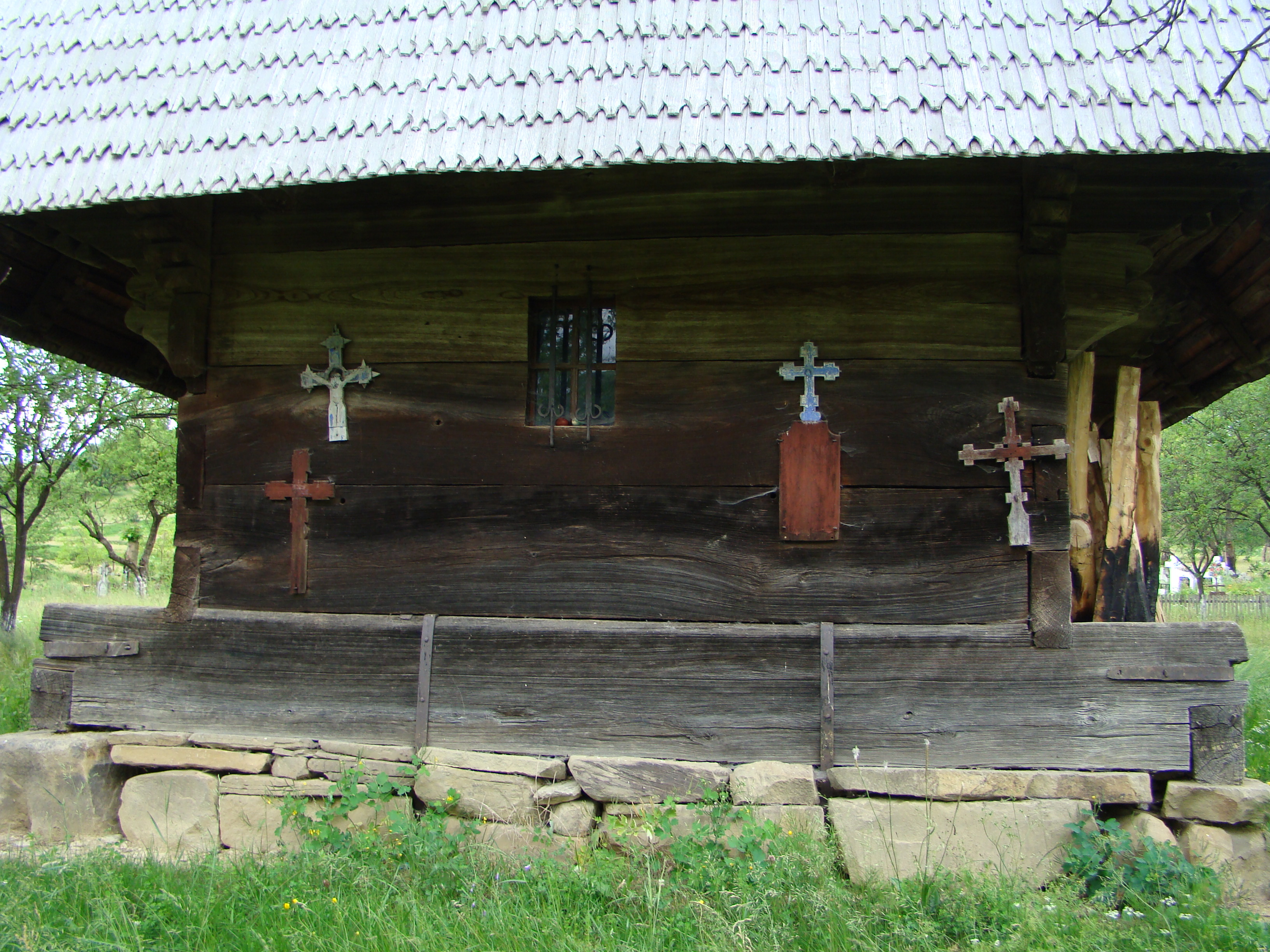
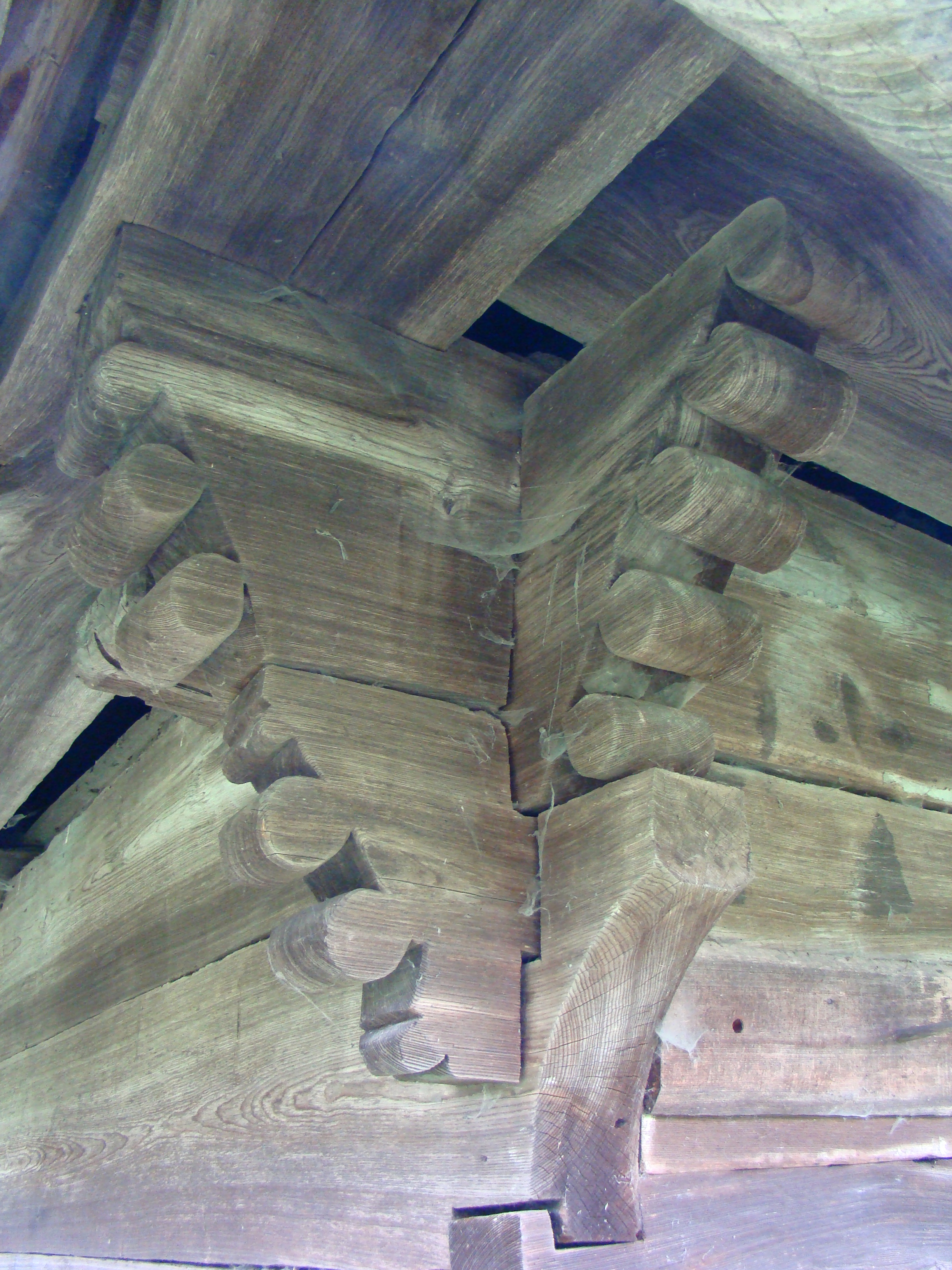
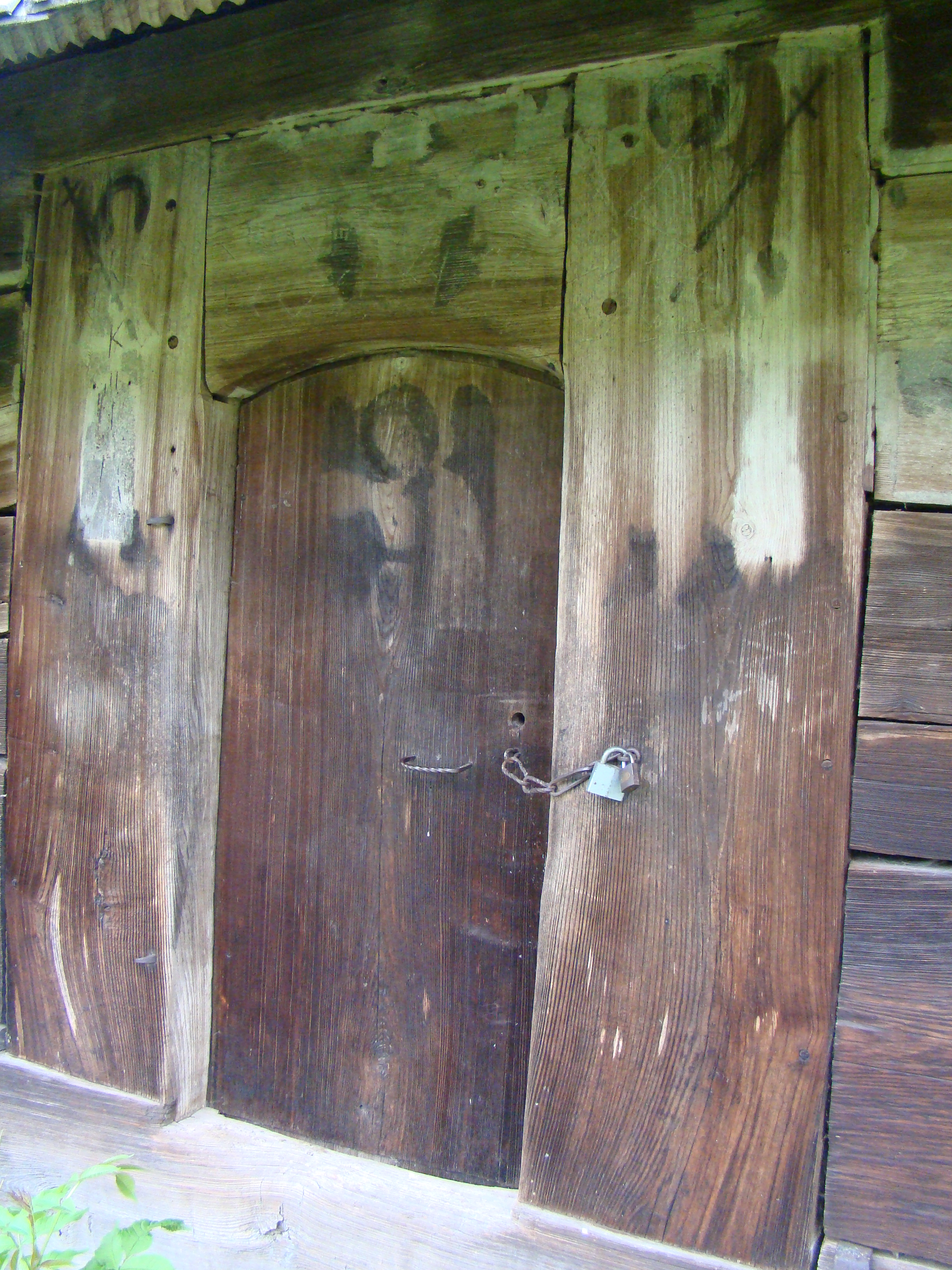
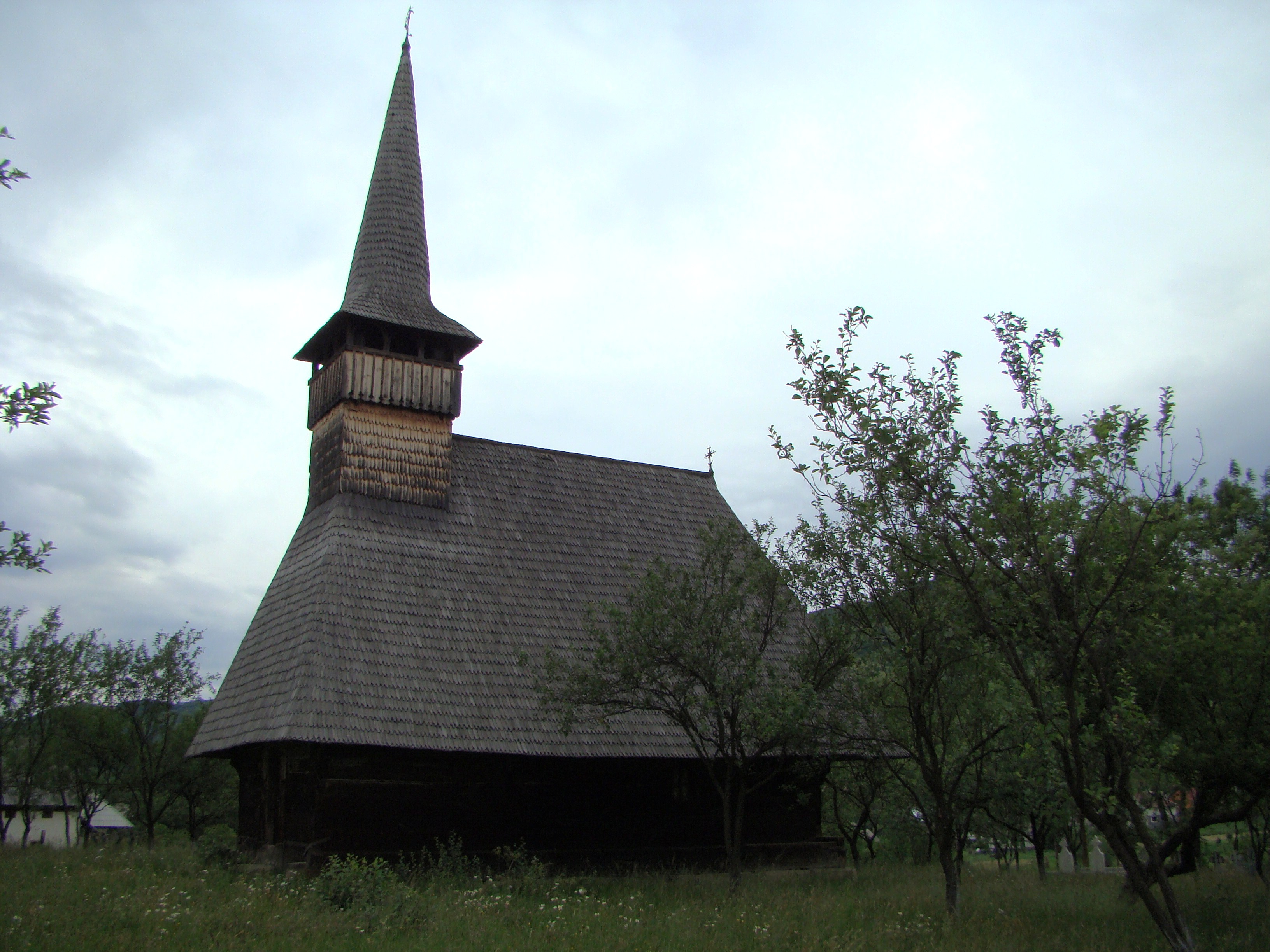
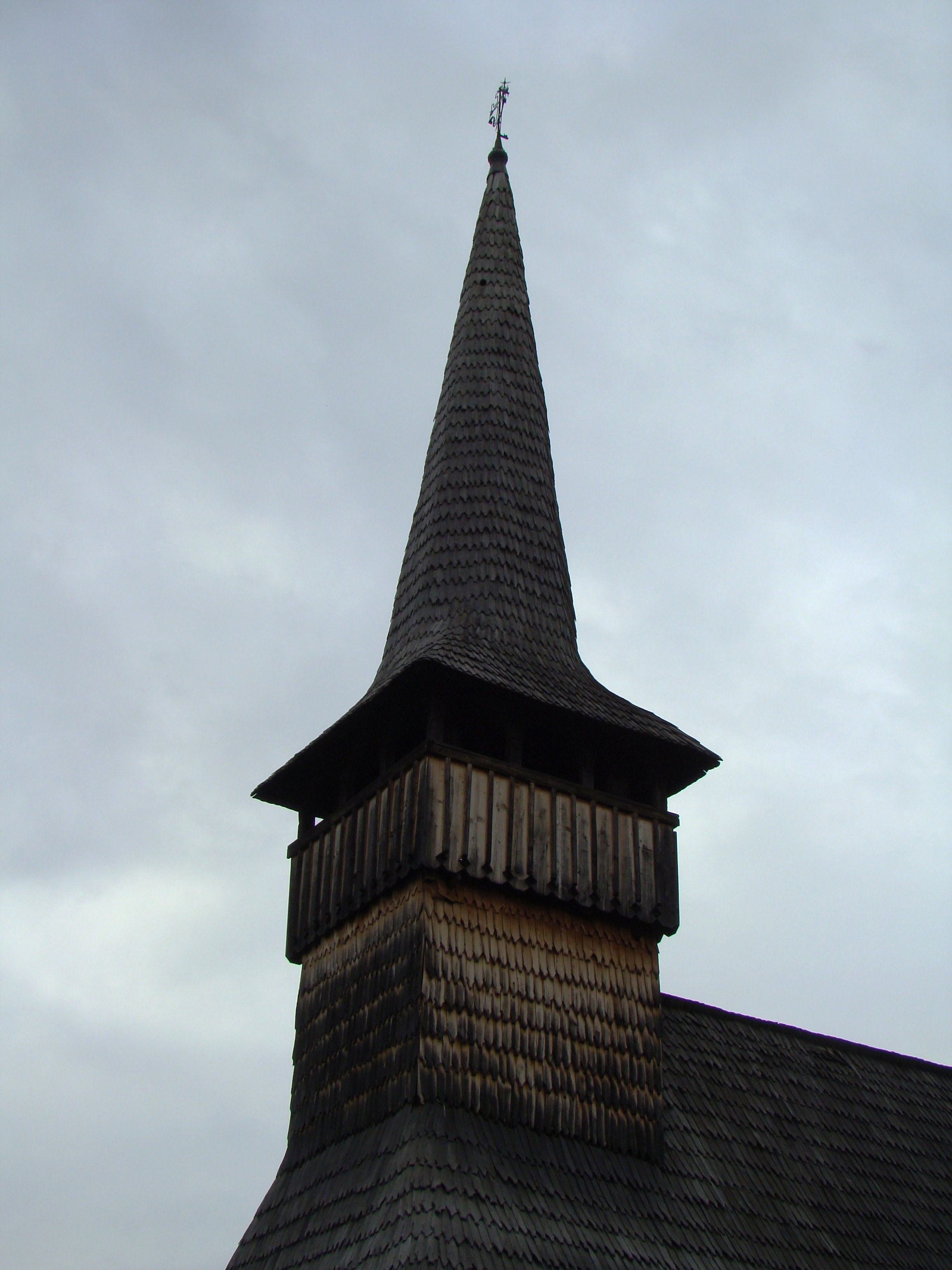
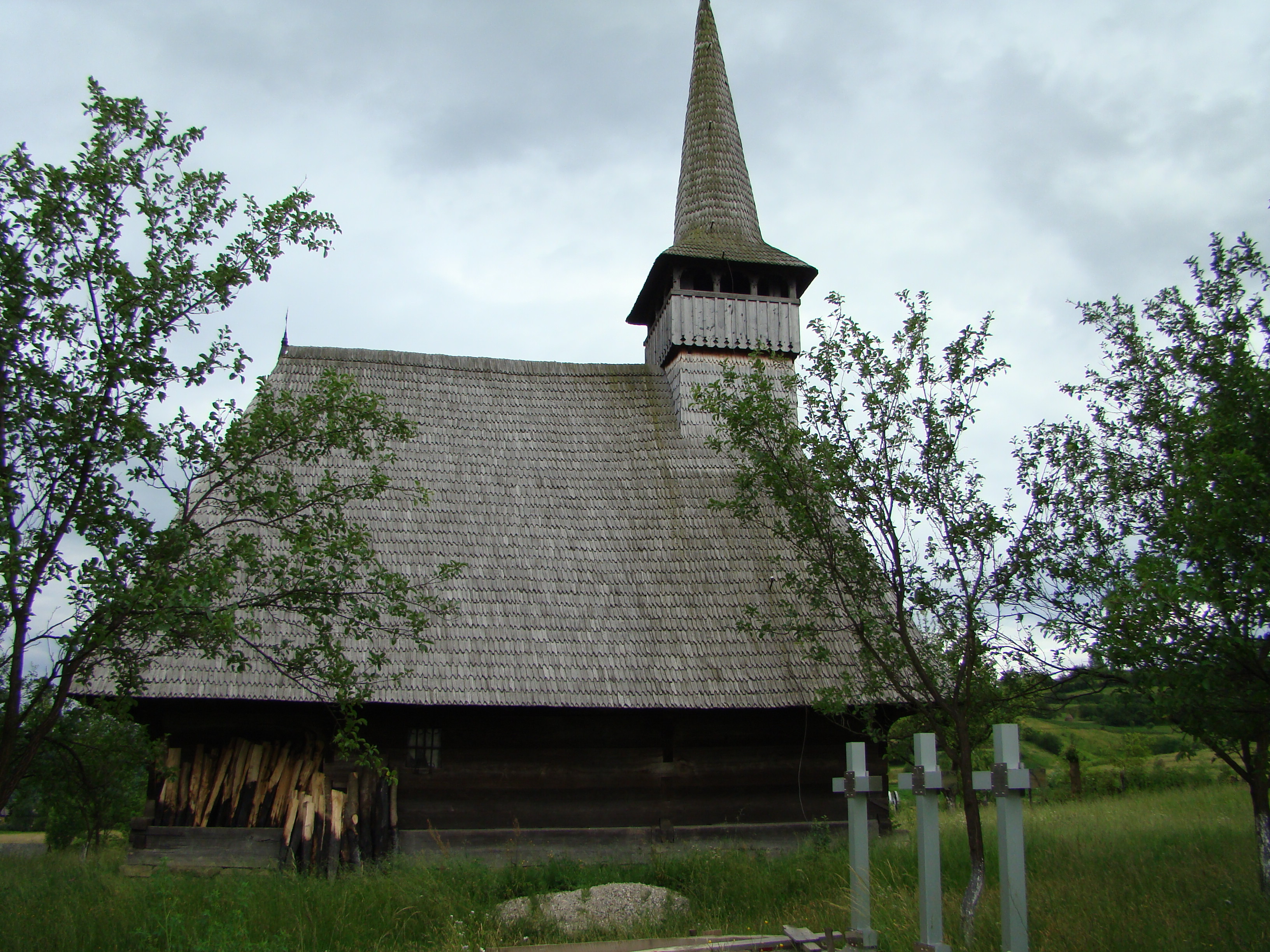

## Imagini din interior

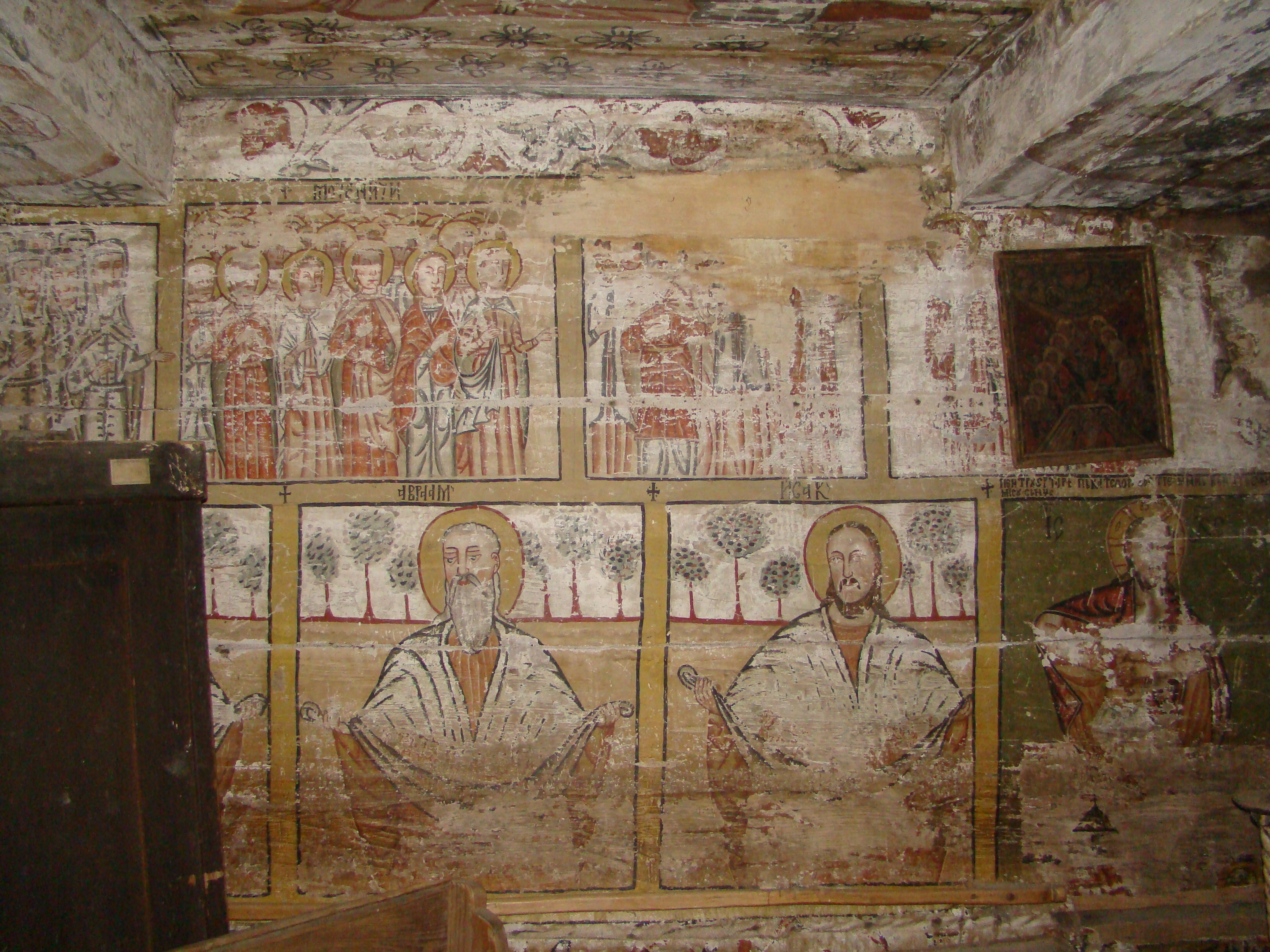
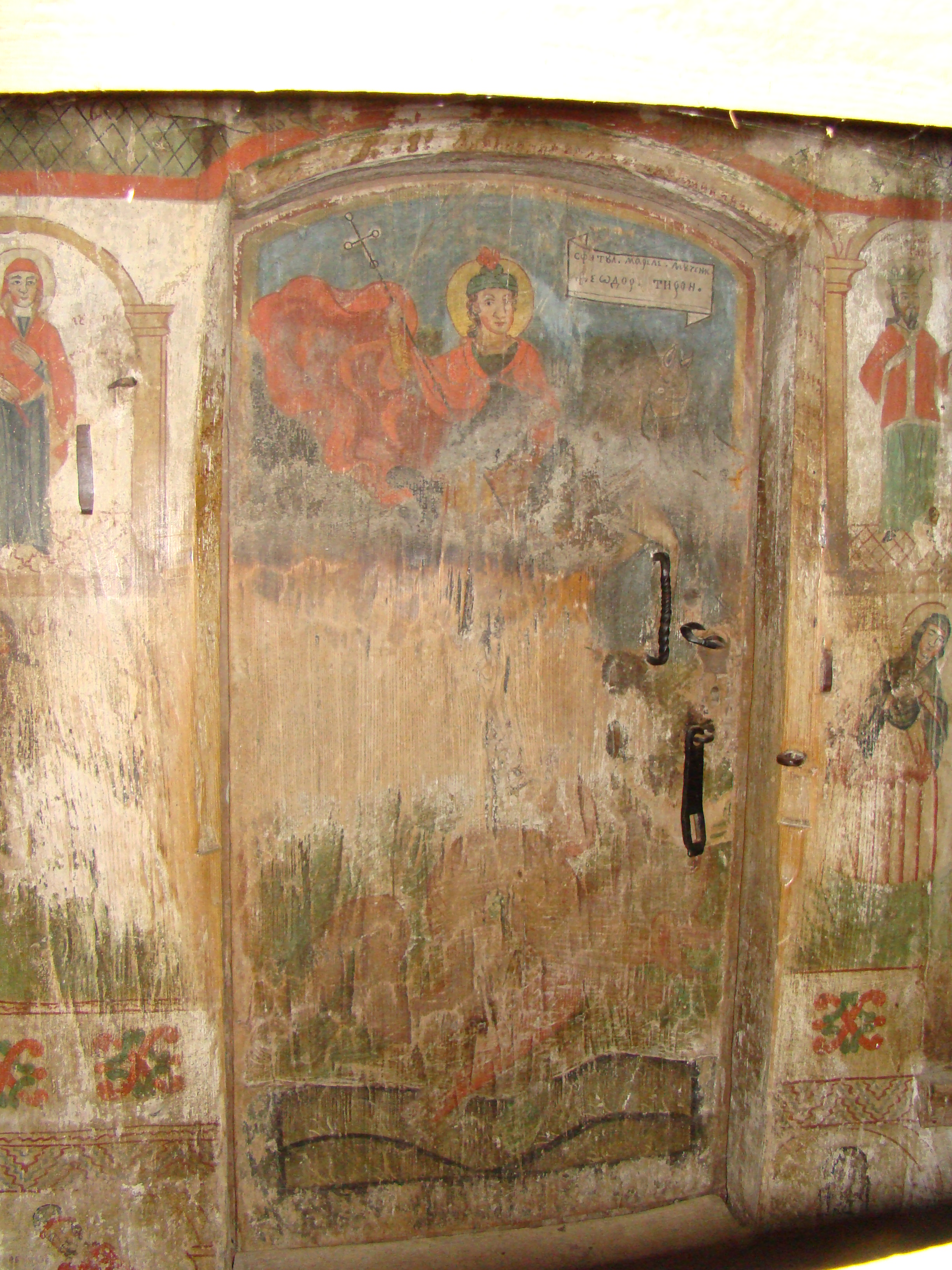
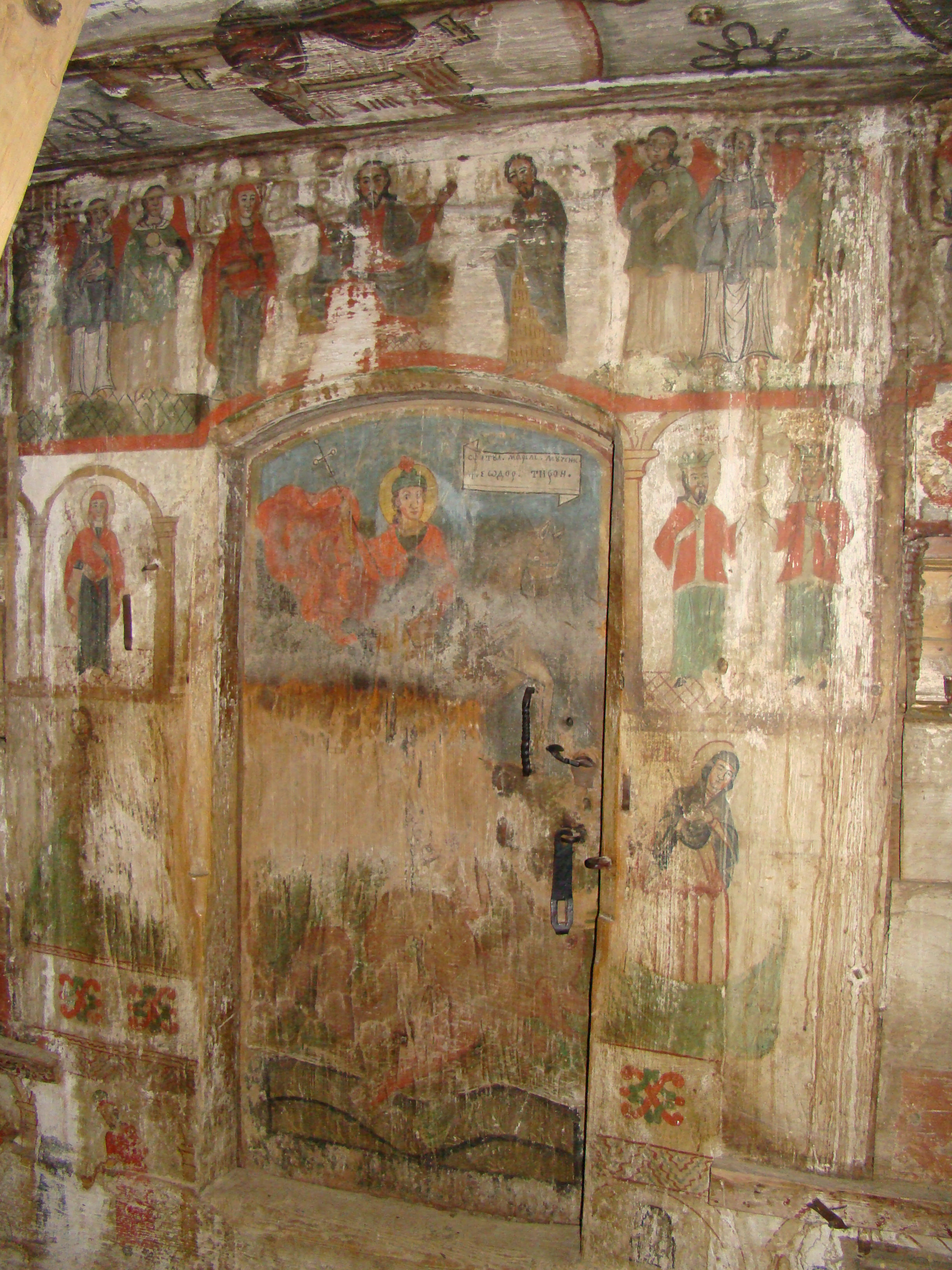
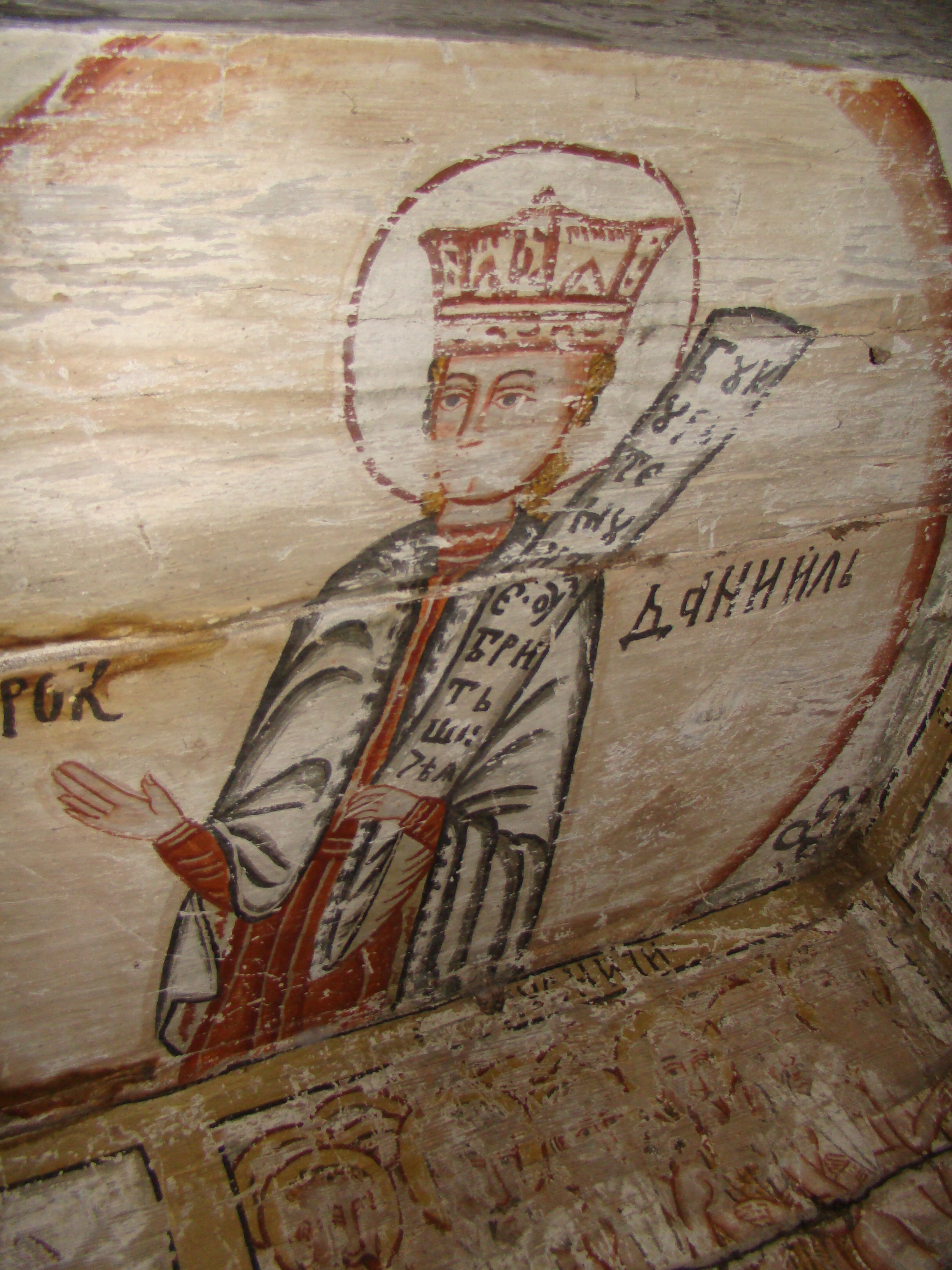
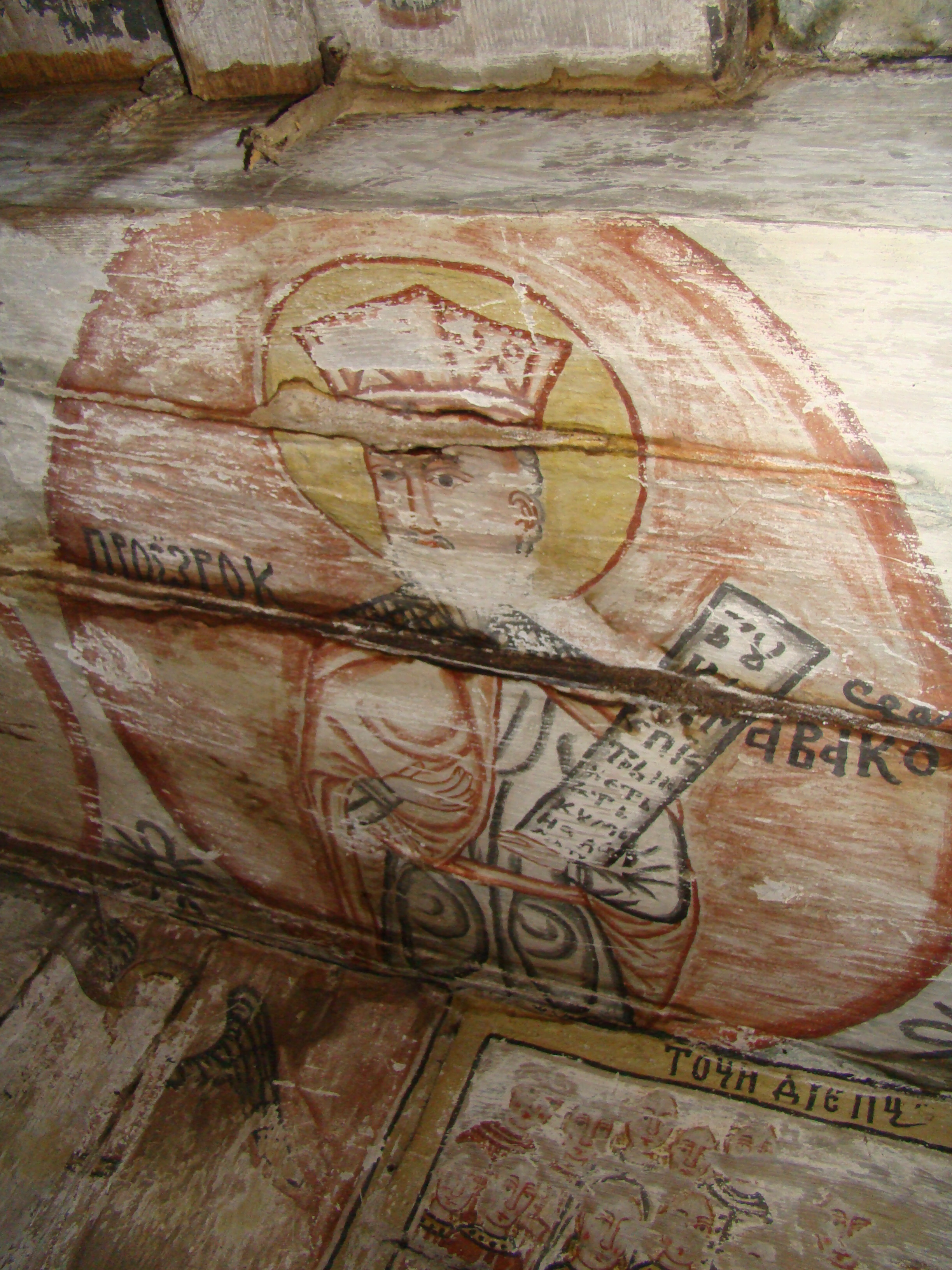
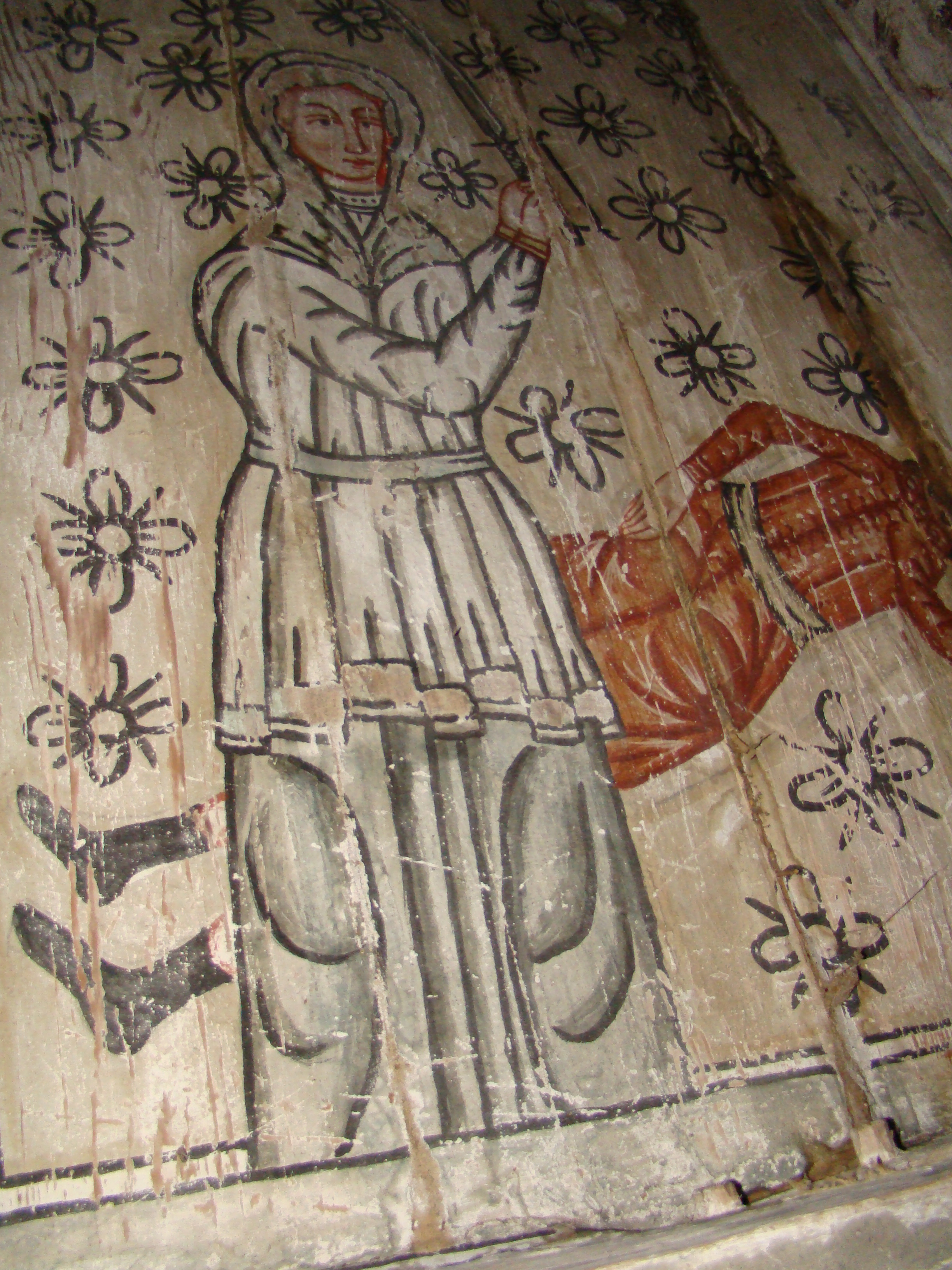
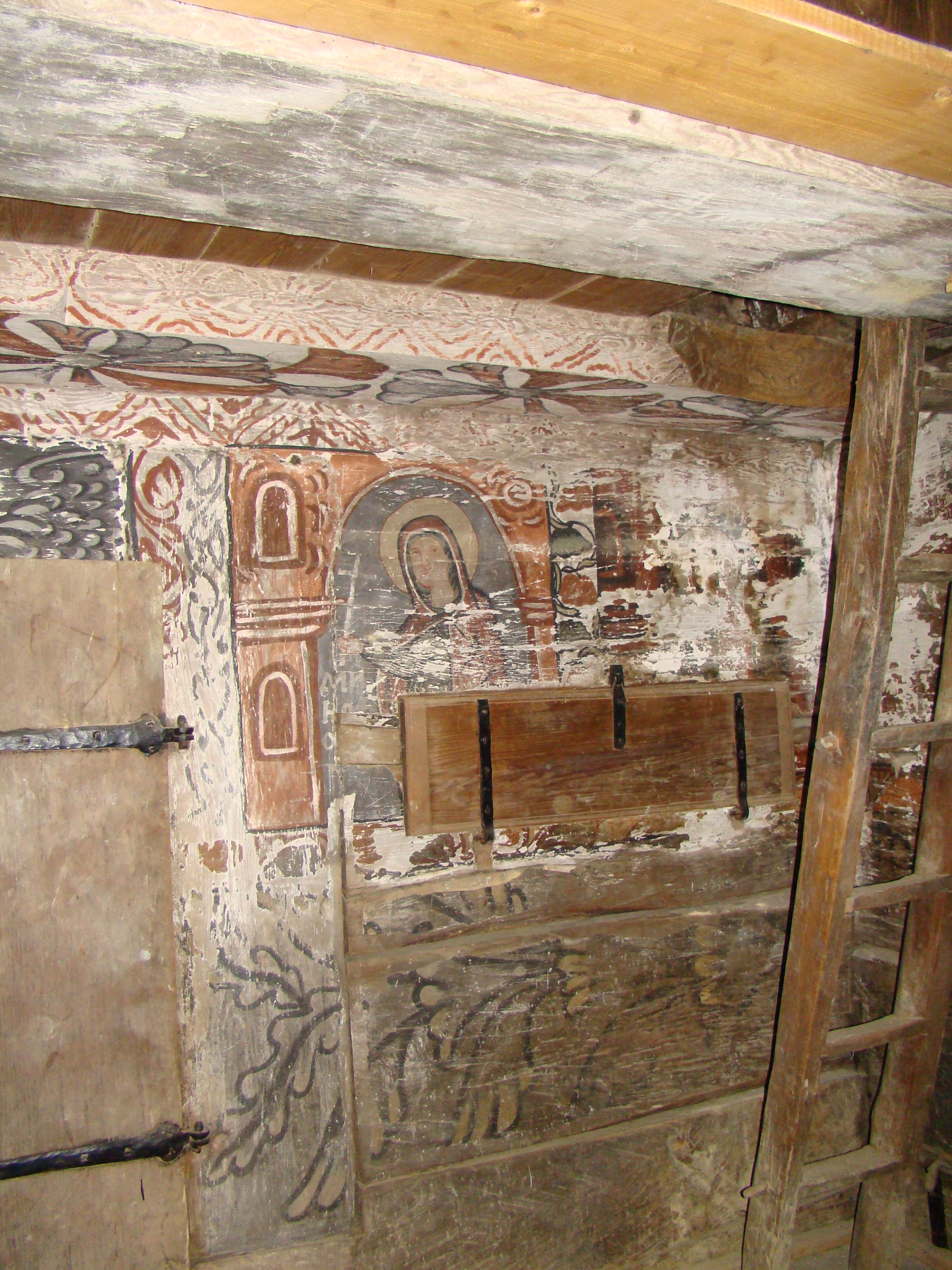
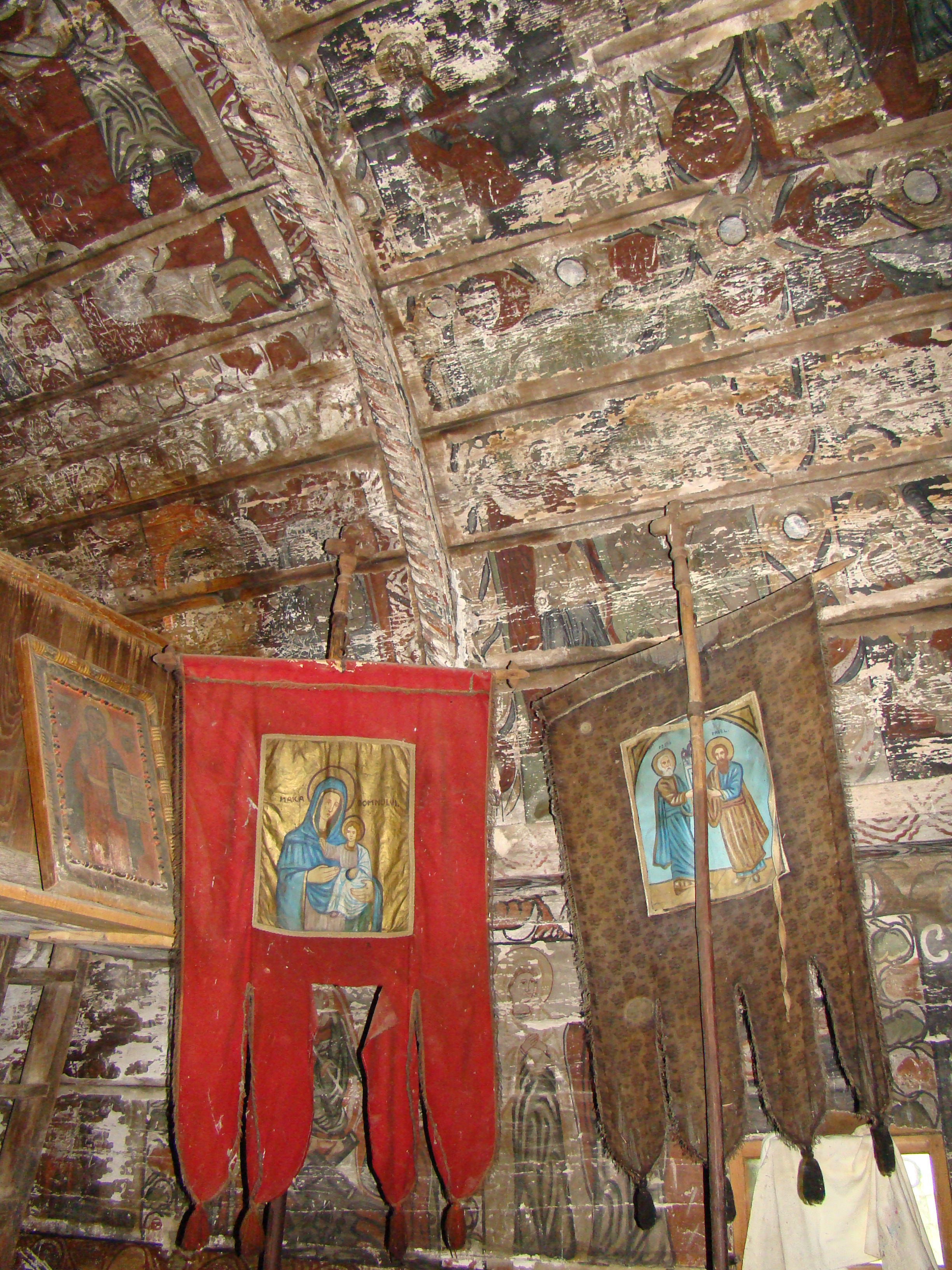
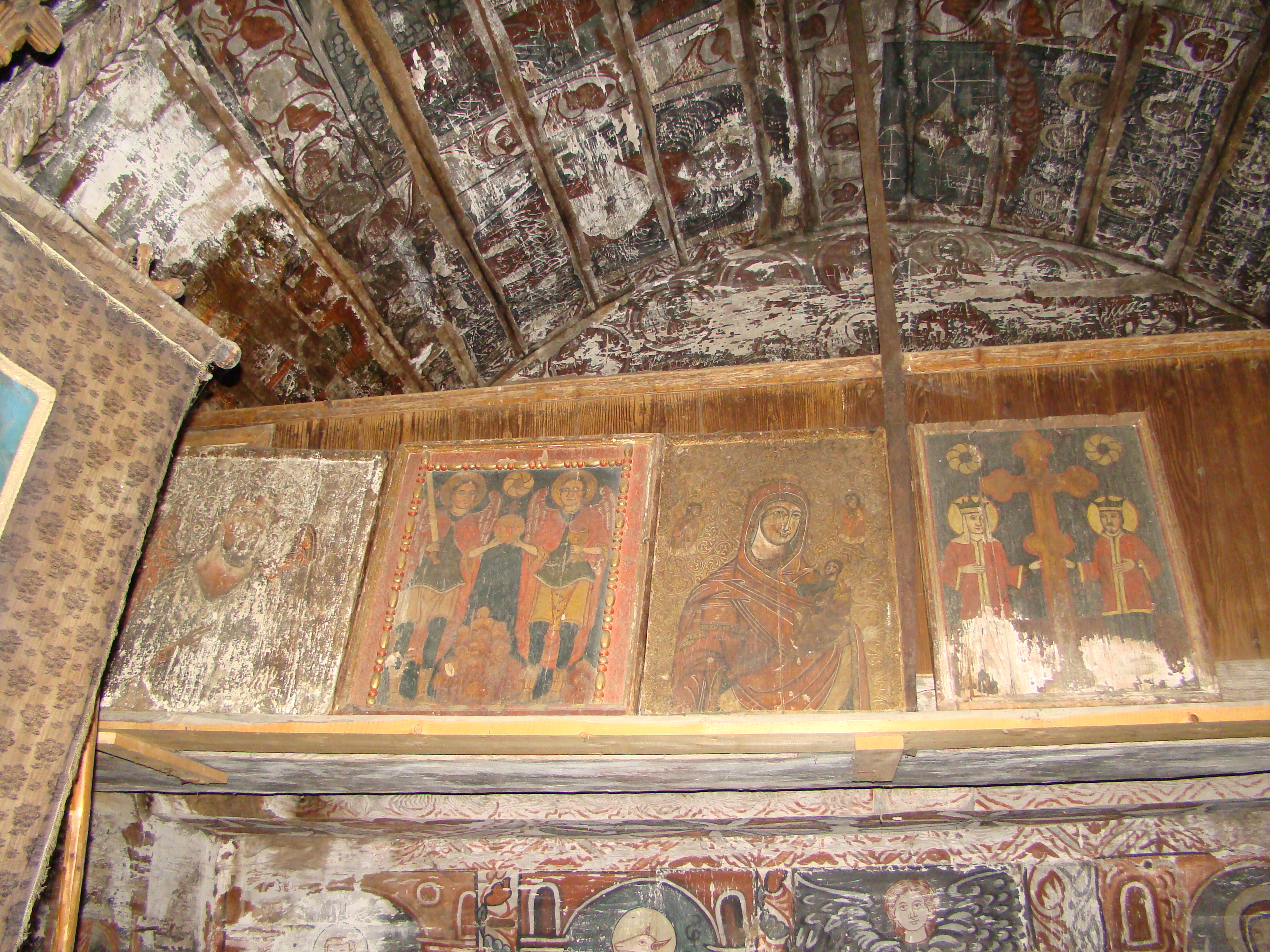
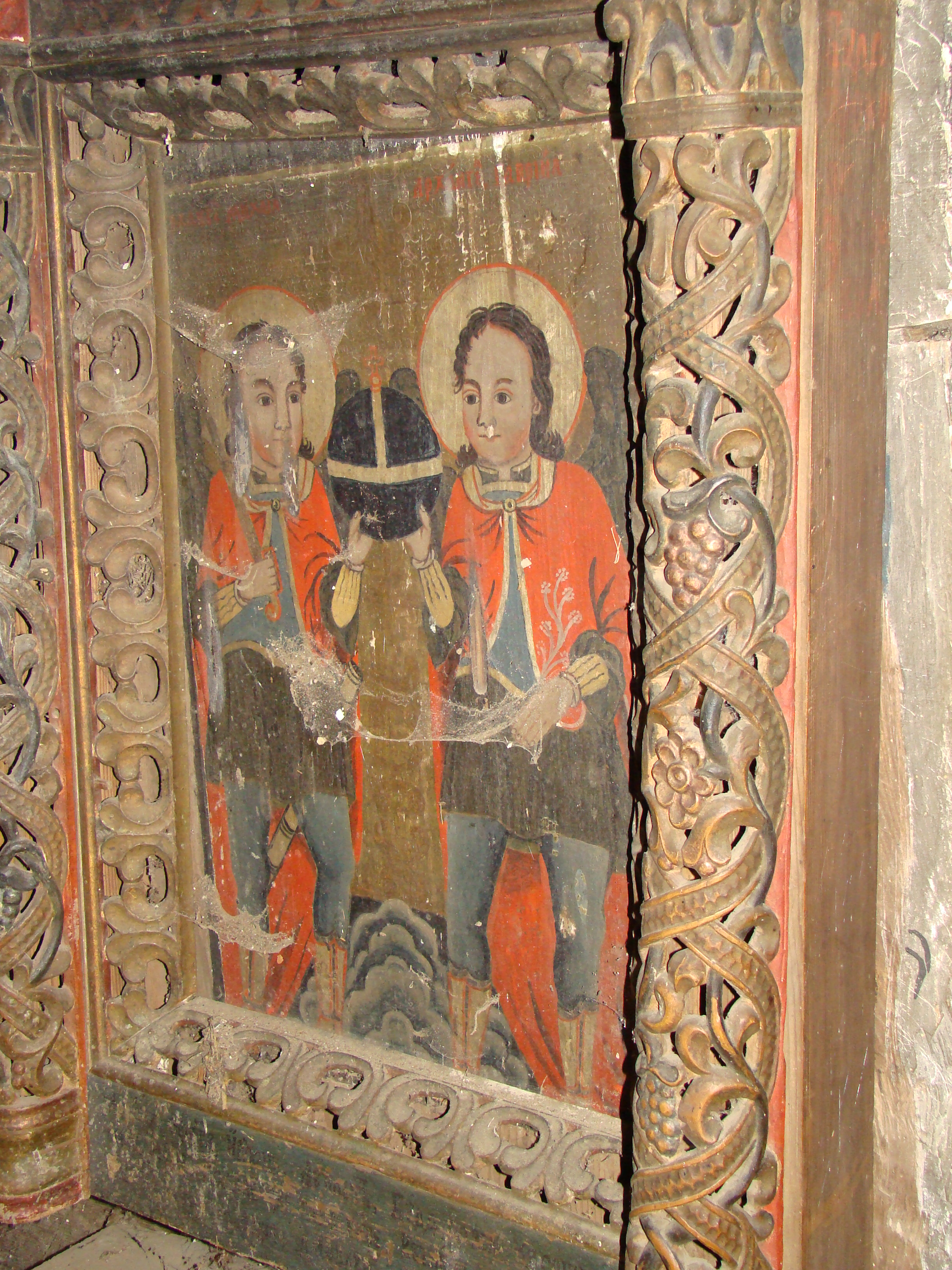
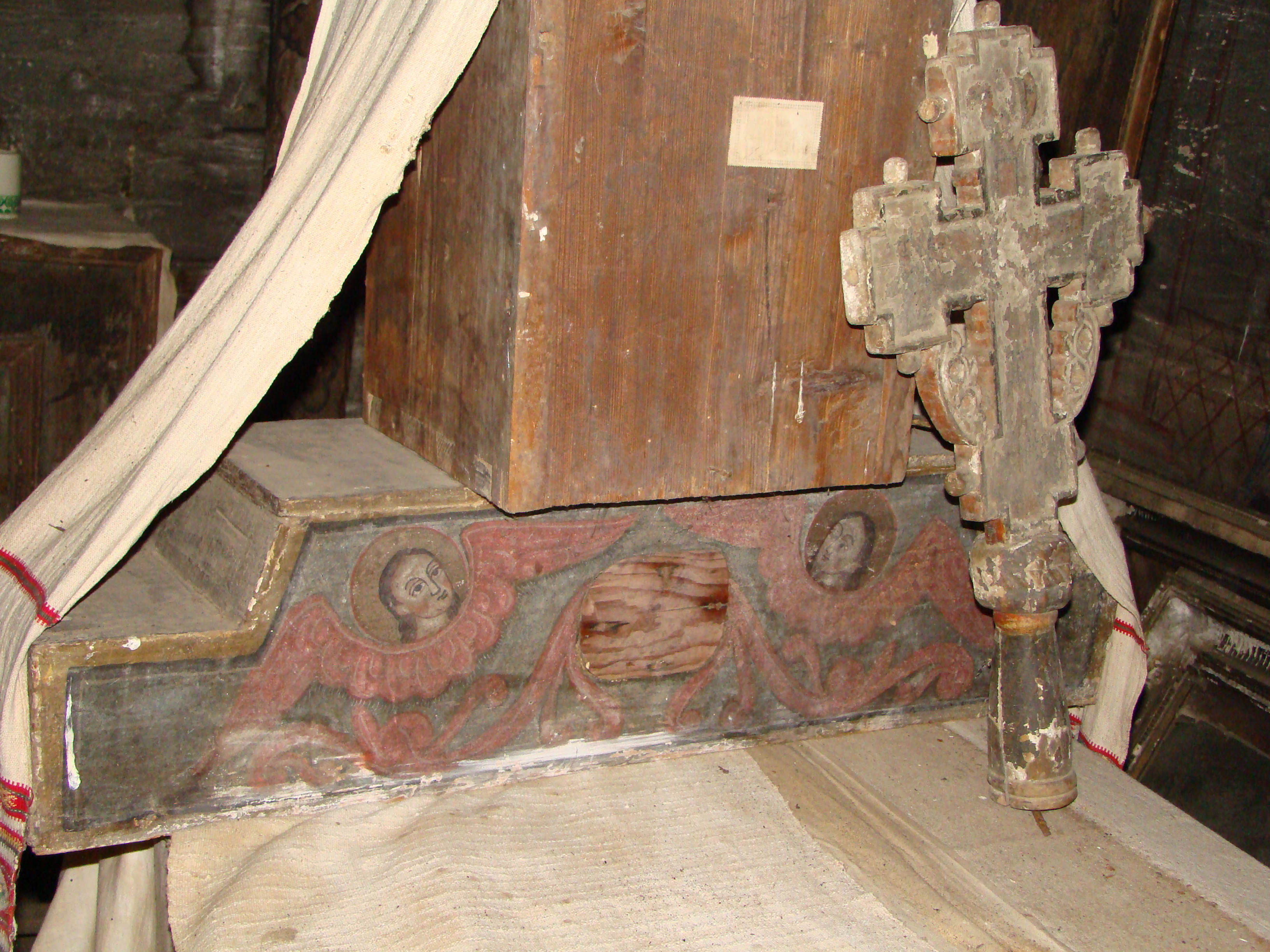
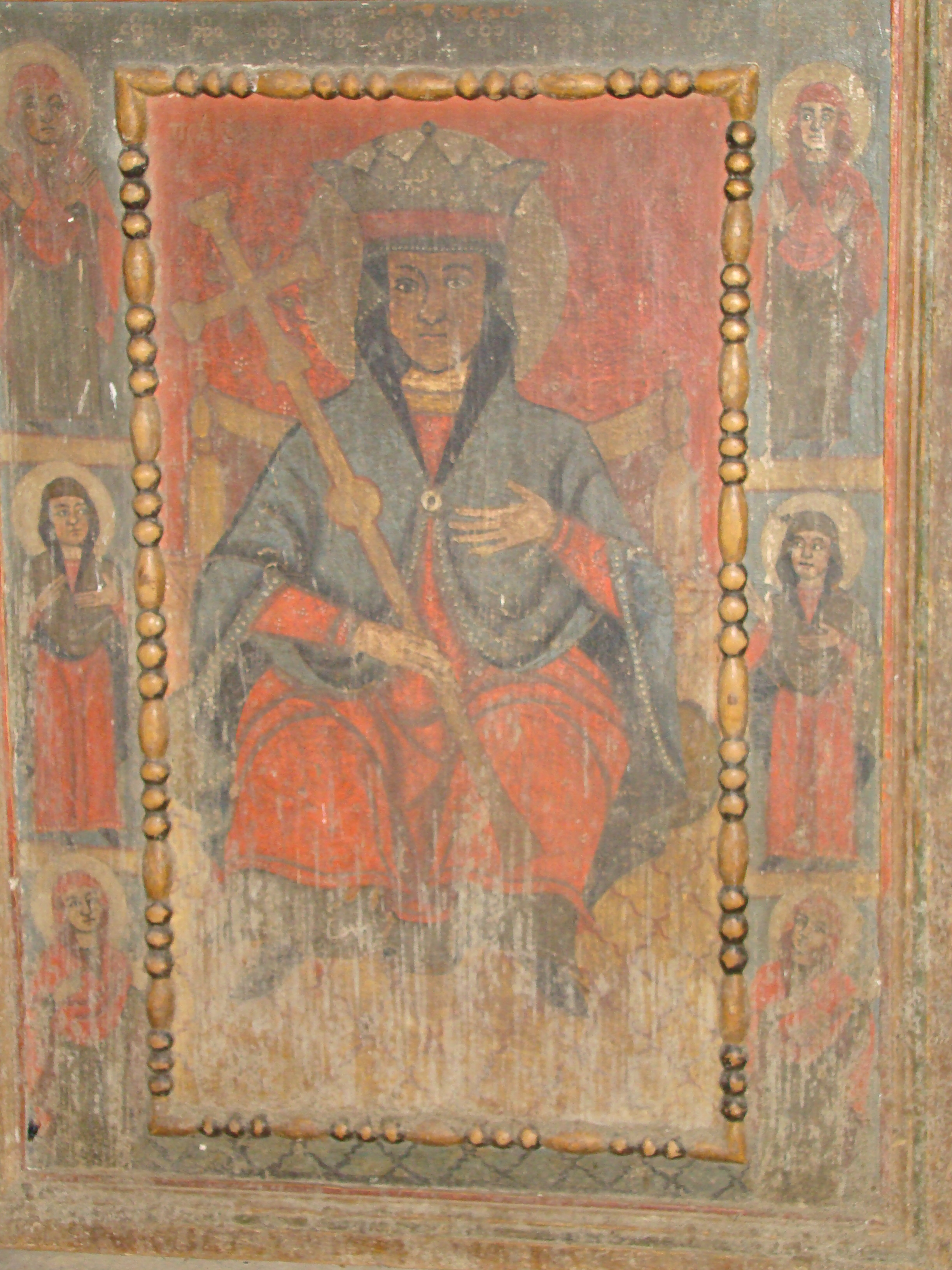
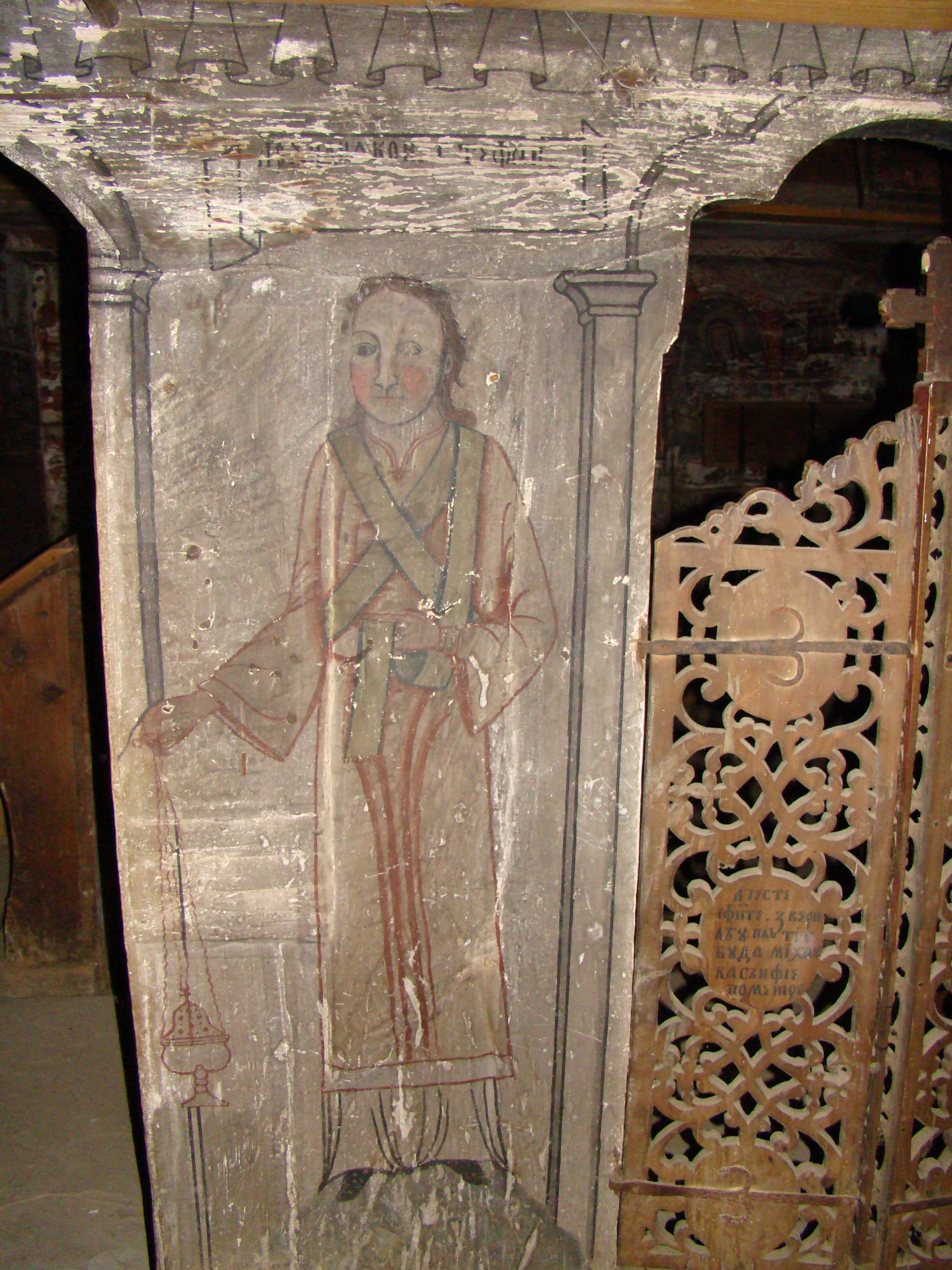
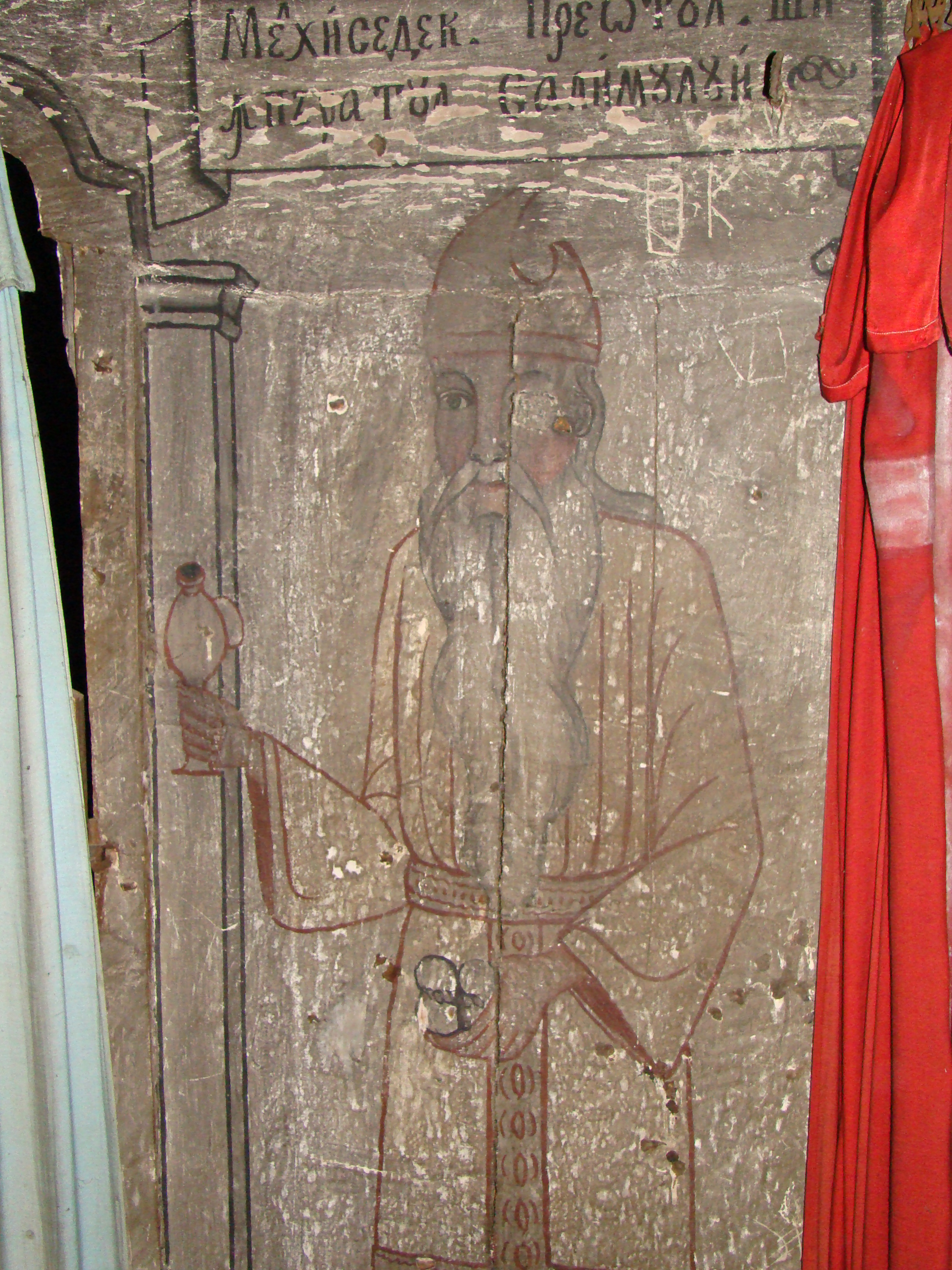